# Église Saint-Matthieu de Central Falls
Pour les articles homonymes, voir Église Saint-Matthieu.
L'église Saint-Matthieu de Central Falls, rattachée aujourd'hui à la Holy Spirit Parish (« paroisse du Saint-Esprit »), est une église catholique située à Central Falls dans l'État de Rhode Island, aux États-Unis. Elle dépend du diocèse de Providence.

## Historique
Cette église en pierre est conçue par Walter F. Fontaine (en) dans un style néo-gothique français. Elle est achevée en 1929. Elle est faite de granit de Weymouth et ornée de pièces de calcaire. Son intérieur richement décoré comprend des œuvres de Guido Nincheri et des vitraux de Mauméjean de Paris.
L'église est construite pour accueillir une population grandissante de Franco-Canadiens venus s'installer à Central Falls.
L'édifice est inscrit au Registre national des lieux historiques le 6 avril 1979.